# Gaëlle Josse
Gaëlle Josse (Francia, 22 settembre 1960) è una scrittrice e poetessa francese.

## Biografia
Nata in Francia nel 1960, ha studiato giornalismo, diritto e psicologia.
Dopo aver vissuto alcuni anni in Nuova Caledonia, si è trasferita a Parigi dove ha lavorato come redattrice di una rivista e di un sito internet.
Ha esordito nel 2005 con la raccolta di liriche L'Empreinte et le Cercle alla quale hanno fatto seguito altre 4 raccolte, mentre il primo dei 6 romanzi, Le ore del silenzio, è stato pubblicato nel 2011.
Tra i riconoscimento ottenuti si segnalano il Prix Alain-Fournier del 2013 per Nos vies désaccordées e il Premio letterario dell'Unione europea del 2015 per L' ultimo guardiano di Ellis Island. 

## Opere principali

### Narrativa
- Le ore del silenzio (Les Heures silencieuses, 2011), Milano, Skira, 2012 traduzione di Eileen Romano ISBN 978-88-572-1364-4.
- Nos Vies désaccordées (2012)
- (FR) Noces de neige, collana Littératures, Autrement, 2013, ISBN 978-2-7467-3233-9.
- L' ultimo guardiano di Ellis Island (Le Dernier Gardien d’Ellis Island, 2014), Roma, Gremese, 2015 traduzione di Annarita Stocchi ISBN 978-88-8440-912-6.
- L'Ombre de nos nuits (2016)
- L'attesa (Une longue impatience, 2018), Milano, Solferino, 2019 traduzione di Elena Cappellini ISBN 978-88-282-0129-8 .

### Poesia
- L'Empreinte et le Cercle (2005)
- Signes de passage (2007)
- Tambours frappés à mains nues (2008)
- Castillanes.doc : Madrid & Castille (2009)
- Carnets du Leonardo Express (2009)

## Premi e riconoscimenti
- Prix Alain-Fournier: 2013 per Nos vies désaccordées
- Premio letterario dell'Unione europea: 2015 per L' ultimo guardiano di Ellis Island
- Ordre des arts et des lettres: 2016 nominata cavaliera